# Hungersnot von Madras 1877

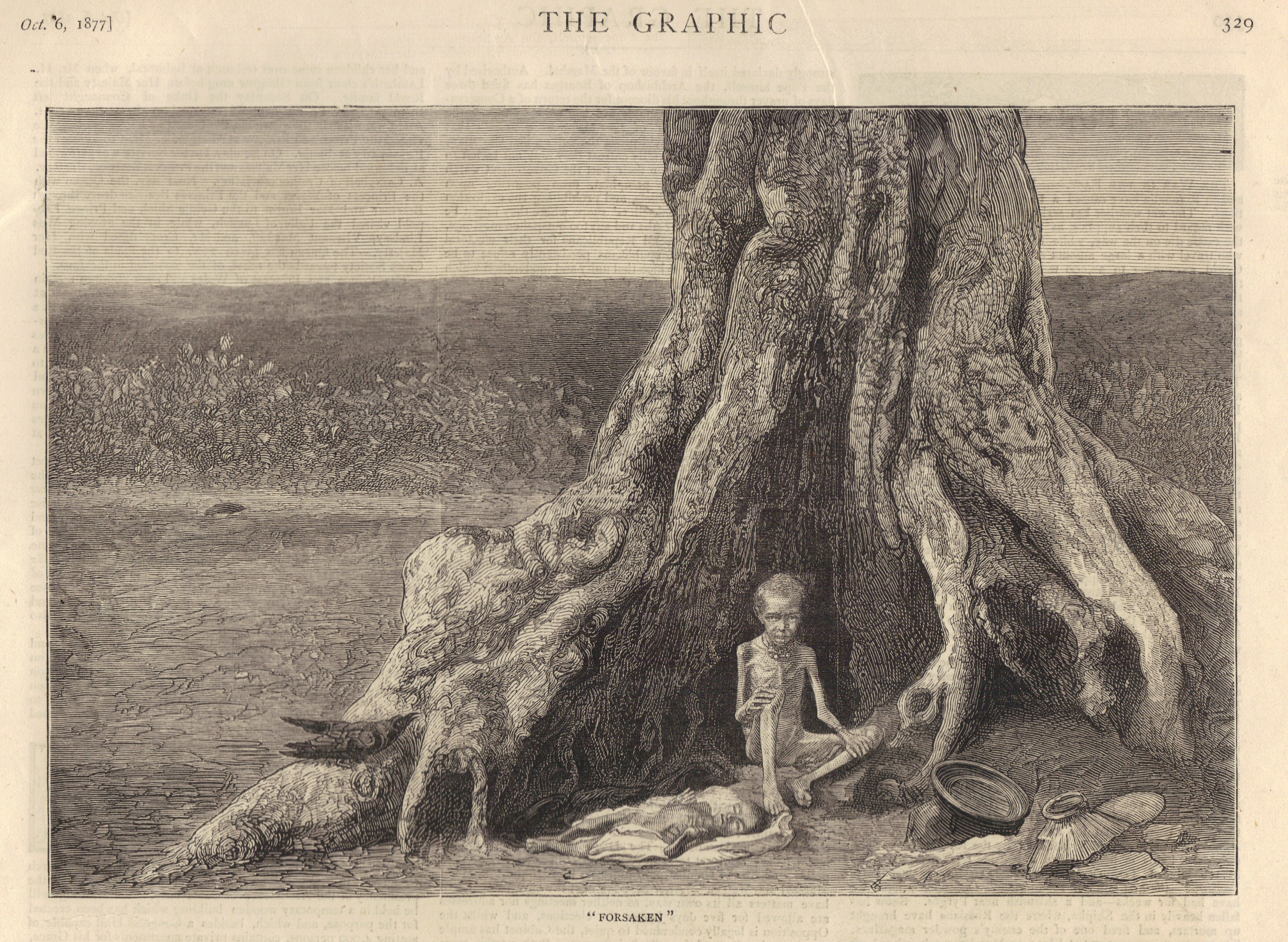
Stahlstich aus der Zeitschrift The Graphic von 1877 mit dem Titel. Abgebildet sind zwei Kinder aus dem Ballari Distrikt während der Hungersnot.

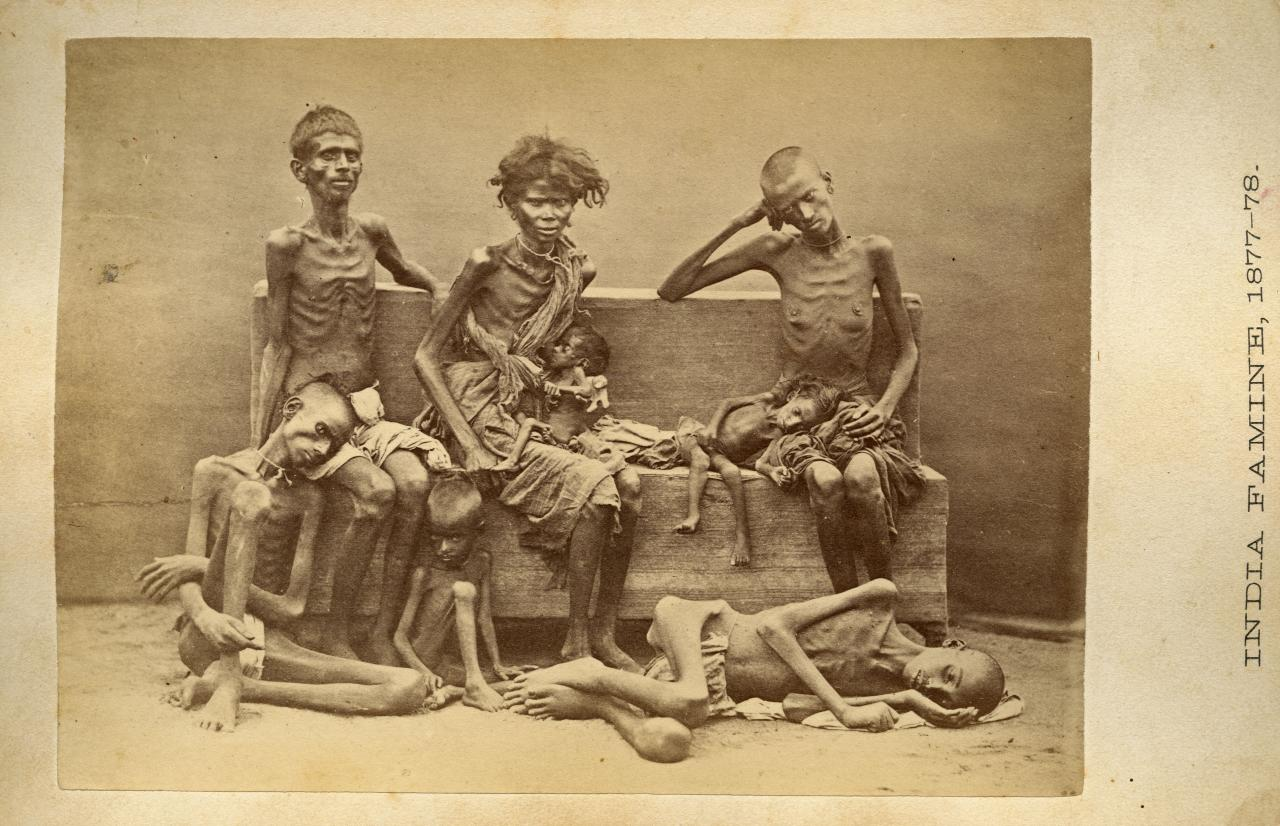
Opfer der Hungersnot von Madras, aufgenommen von Willoughby Wallace Hooper um 1877

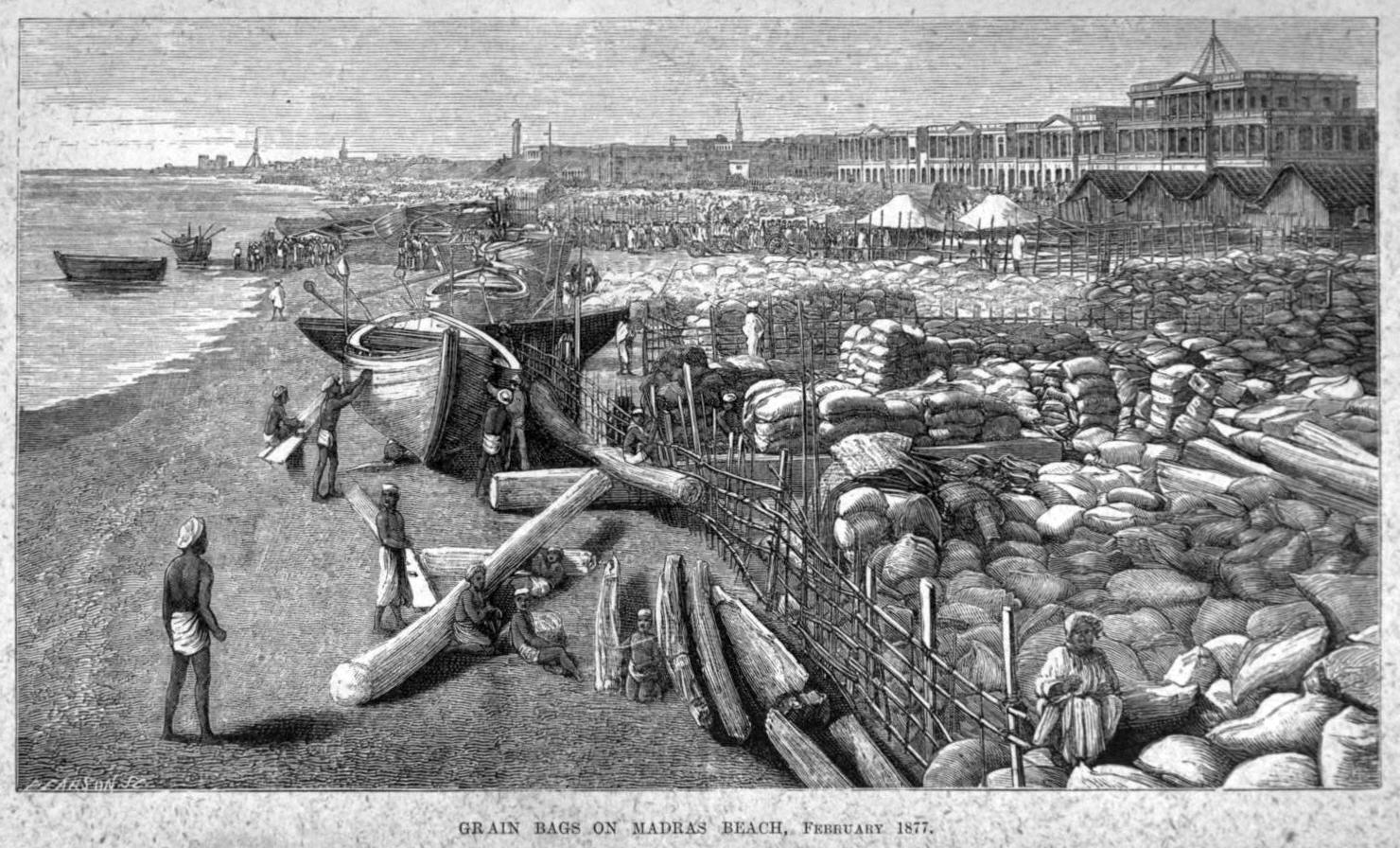
Abbildung der Getreidesäcke am Strand von Madras für die Verladung nach Übersee.

Die Hungersnot von Madras 1877 oder auch die Große Hungersnot von 1876 bis 1878 war eine Katastrophe auf dem indischen Subkontinent, die sich während der britischen Herrschaft ereignete. Vorausgegangen war im Jahr 1876 eine intensive Dürre, die zu massiven Ernteausfällen vor allem im Hochland von Dekkan führte. Nach heutigen Erkenntnissen war für diese außergewöhnliche und anhaltende Trockenheit ein Zusammenspiel zwischen einem ausgeprägten El Niño und dem Phänomen des Indischer-Ozean-Dipols verantwortlich und betraf über Indien hinaus auch China, Südamerika und Teile Afrikas. In Indien selbst weitete sich die Katastrophe im Verlauf des Jahres 1877 auf wesentliche Teile des Landes aus. Insbesondere traf es im Süden und Südwesten die Provinzen  Madras und Bombay sowie die Fürstentümer Mysore und Hyderabad. Nach Norden reichte die Dürre bis nach Punjab, womit letztlich ein Gebiet von circa 670.000 km² mit 58,5 Millionen Einwohnern von den Folgen betroffen war. Schätzungen über die Opferzahlen reichen von 5,6 Millionen bis 9,6 Millionen Tote, wobei nach heutigem demografischen Stand eine Schätzung anhand der Übersterblichkeit von 8,2 Millionen Opfern als am wahrscheinlichsten gilt.
Erschwerend in der Situation kam noch hinzu, dass die indische Landwirtschaft als britische Kolonie stark kommodifiziert war. Entsprechend waren die Produkte weniger auf die Versorgung der einheimischen Bevölkerung ausgerichtet, als viel mehr auf deren Wert für den Export. Und auch während der Krise wurde der regelmäßige Getreideexport der Kolonialregierung fortgesetzt. So wurde unter der Verantwortung von Vizekönig Lord Robert Bulwer-Lytton der Export von 6,4 Millionen Zentner (320.000 Tonnen) Weizen nach England ausgeführt. Dem gegenüber stand eine zurückhaltende Unterstützungspolitik des Kommissars für Hungersnöte der indischen Regierung Richard Temple, welcher zuvor bei der Hungersnot in Bihar von 1873 bis 1874 für die ausufernden Aufwendungen zur Versorgung der Bevölkerung stark kritisiert wurde.
Insgesamt erregte die Hungerkatastrophe mit ihren Opfern internationales Aufsehen, auch wegen der zunehmenden Verbreitung der Fotografie und den Arbeiten von Willoughby Wallace Hooper. In der Folge sah sich die britische Krone für ihr Vorgehen umfangreicher Kritik ausgesetzt. Darüber hinaus leistete die Krise den Unabhängigkeitsbestrebungen der Region und einzelnen Nationalisten wie Dadabhai Naoroji und Romesh Chunder Dutt – welche später die Partei Indischer Nationalkongress gründen sollten – großen Vorschub.